# Thomintarra primaeva
Thomintarra primaeva är en fjärilsart som beskrevs av Edward Meyrick 1893. Thomintarra primaeva ingår i släktet Thomintarra och familjen äkta malar. Inga underarter finns listade i Catalogue of Life.